# Fußball-Oberliga 2001/02
Die Saison 2001/02 der Oberliga war die achte Saison der Oberliga als vierthöchste Spielklasse im Fußball in Deutschland nach Einführung der zunächst viergleisigen – später drei- und zweigleisigen – Regionalliga als dritthöchste Spielklasse zur Saison 1994/95.

## Oberligen
- Oberliga Baden-Württemberg 2001/02
- Bayernliga 2001/02
- Oberliga Hessen 2001/02
- Oberliga Nord 2001/02 in zwei Staffeln (Niedersachsen/Bremen und Hamburg/Schleswig-Holstein)
- Oberliga Nordost 2001/02 in zwei Staffeln (Nord und Süd)
- Oberliga Nordrhein 2001/02
- Oberliga Südwest 2001/02
- Oberliga Westfalen 2001/02

## Aufstieg zur Regionalliga Nord

### Oberliga Nord
Die Tabellenersten der Staffel Niedersachsen/Bremen, VfB Oldenburg, und der Hamburg/Schleswig-Holstein, die Amateure des Hamburger SV, spielten nach Beendigung der Saison in zwei Spielen den Aufsteiger in die Regionalliga aus. Das Hinspiel in Oldenburg endete mit einem torlosen Remis, ehe Hamburg das Rückspiel im eigenen Stadion klar mit 5:2 gewann und sich den Regionalliga-Aufstieg sicherte.
|               | Gesamt |                       | Hinspiel (1.6.) | Rückspiel (8.6.) |
| ------------- | ------ | --------------------- | --------------- | ---------------- |
| VfB Oldenburg | 3:5    | Hamburger SV Amateure | 1:0             | 2:5 (1:0)        |

### Oberliga Nordost
Die Tabellenersten der Staffeln Nord, die Amateure von Hertha BSC, und Süd, Dynamo Dresden, spielten nach Beendigung der Saison in zwei Spielen den Aufsteiger in die Regionalliga aus. Das Hinspiel in Dresden gewannen die Hausherren mit 1:0, sodass im Rückspiel in Berlin ein 0:0 zum Aufstieg in die Regionalliga ausreichte.
|                | Gesamt |                     | Hinspiel (2.6.) | Rückspiel (9.6.) |
| -------------- | ------ | ------------------- | --------------- | ---------------- |
| Dynamo Dresden | 1:0    | Hertha BSC Amateure | 1:0 (1:0)       | 0:0              |